# Euphyia subtersignata
Euphyia subtersignata là một loài bướm đêm trong họ Geometridae.